# Ghee

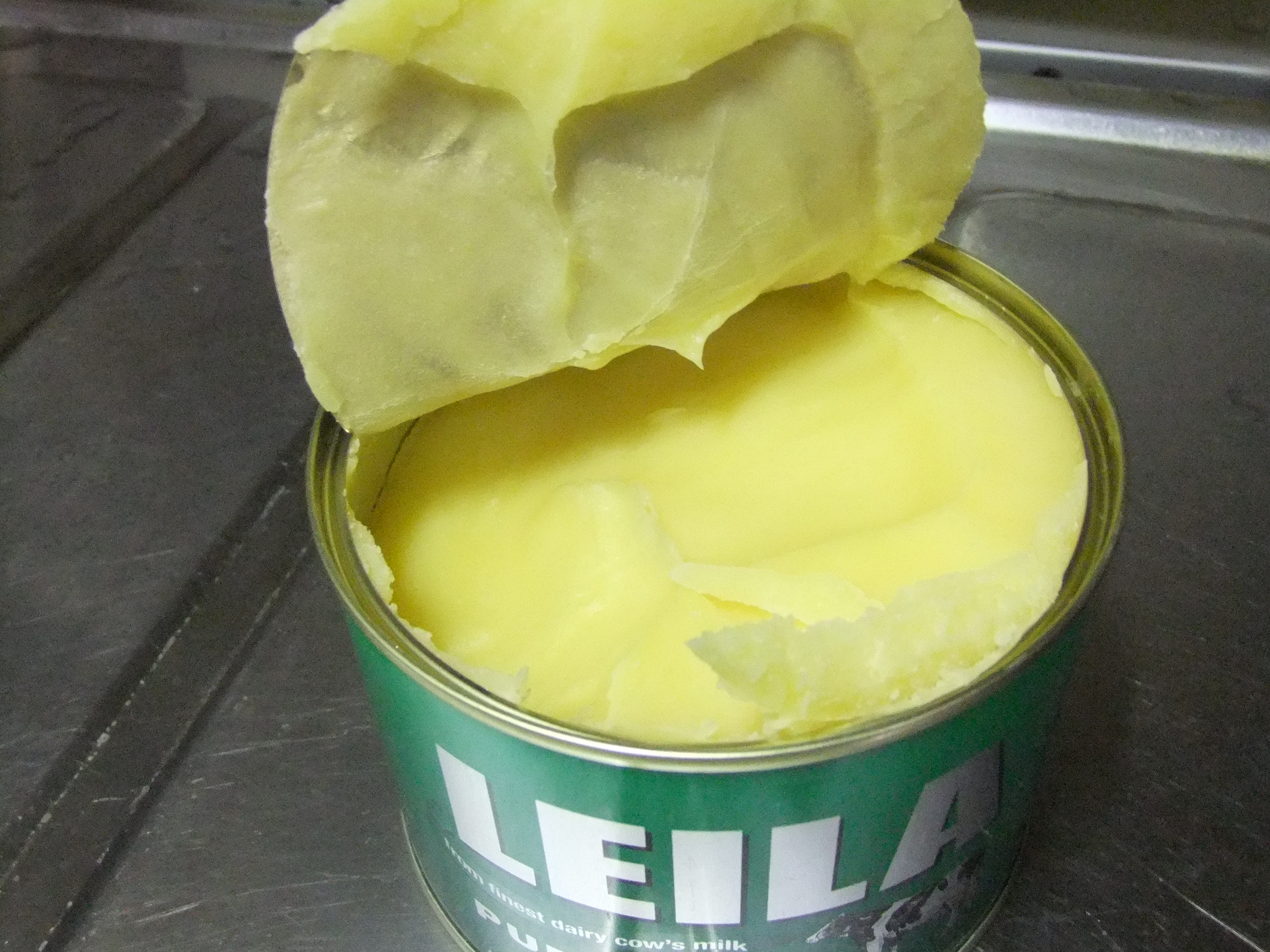
Lata de ghi industrial

Ghee (em hindi: घी, do sânscrito घृत, romaniz.: ghṛta, "polvilhado") é um tipo de manteiga clarificada, muito usado na culinária indiana, feito com leite de vaca ou de búfala. É considerada uma gordura mais saudável do que a manteiga, tendo diversos benefícios para a saúde. É muito semelhante à manteiga de garrafa brasileira.
Na filosofia Ayurveda, o ghee é considerado um dos alimentos mais valiosos e terapêuticos. Acredita-se que ele equilibra os três doshas (Vata, Pitta e Kapha), que são as energias biológicas que governam o corpo, a mente e o espírito. A Ayurveda atribui uma ampla gama de benefícios à manteiga ghee, que vão além da nutrição. Ela é vista não apenas como um alimento, mas também como um remédio poderoso.

## Benefícios
Considera-se que o ghee:
- equilibra a acidez gástrica;
- distribui e conduz os nutrientes para todos os tecidos do organismo com maior eficácia;
- estimula o metabolismo. Os alimentos são mais bem digeridos e absorvidos, evitando formação de toxinas oriundas de restos alimentares, além de auxiliar em sua queima;
- nutre camadas mais refinadas do sistema nervoso, expandindo memória e capacidade de aprender;
- contribui para a resolução de problemas de fertilidade;
- alivia e fortalece o fígado e rins.[3]